# Història de l'automobilisme a Catalunya

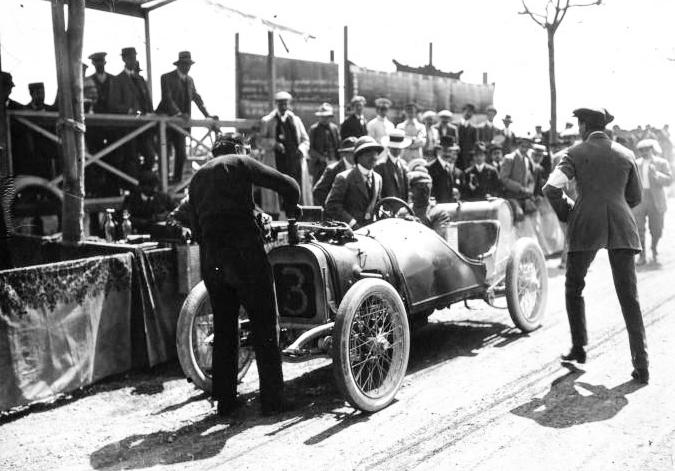
Un moment de la cursa durant la II Copa Catalunya, organitzada pel RACC el 1909

La història de l'automobilisme a Catalunya és el conjunt de fets relacionats amb la pràctica esportiva de l'automobilisme en aquest país al llarg de l'època històrica en què hi ha estat present, des de començaments del segle xx fins a l'època actual.
L'automobilisme compta amb gran tradició a Catalunya, on ja el 1906 nasqué el primer club dedicat a fomentar aquest esport, l'actual Reial Automòbil Club de Catalunya. Des d'aleshores i fins a l'actualitat, el Principat ha destacat tant en l'organització d'esdeveniments de primer ordre com en l'interès per la pràctica d'aquest esport.

## Antecedents

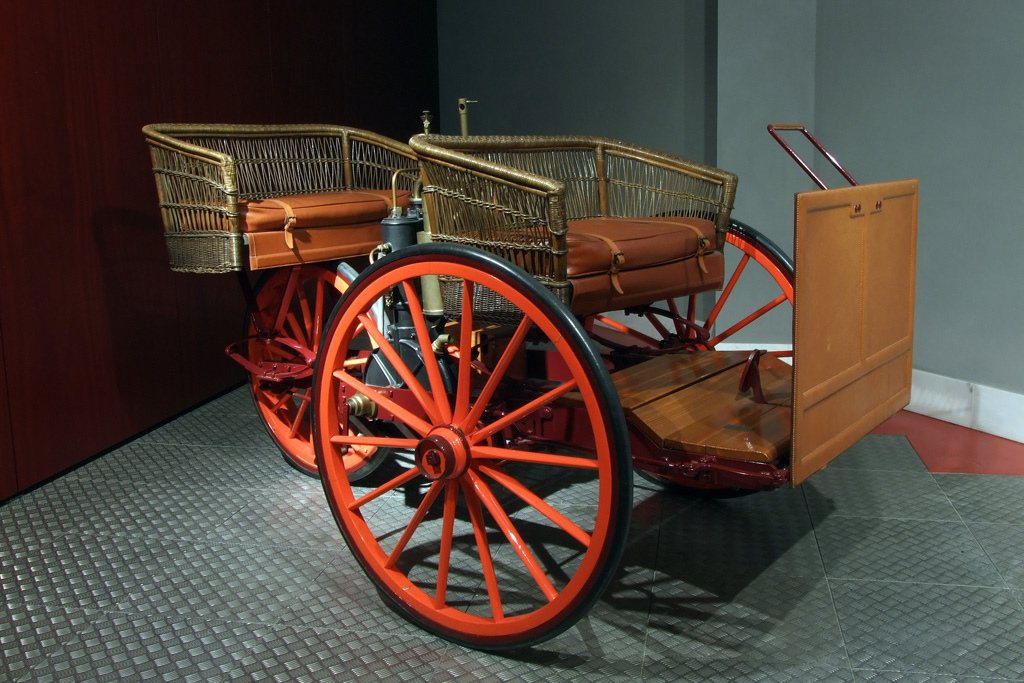
Reproducció del Bonet de 1889

El 1885, Gottlieb Daimler i Karl Benz construïren a Stuttgart i Mannheim els seus respectius "carruatges sense cavalls", considerats els primers automòbils amb motor d'explosió de la història. Només quatre anys més tard, el 1889, l'empresari tèxtil Francesc Bonet va patentar i construir a Barcelona el primer vehicle amb motor d'explosió català, l'anomenat Tricicle Bonet. Calgué esperar al 1898 perquè Emilio de la Cuadra fundés la primera empresa fabricant d'automòbils catalana, la Compañía General Española de Coches Automóviles E. de la Cuadra. La seva efímera successora, J. Castro, Fábrica Hispano-Suiza de Automóviles, fou adquirida el 1904 per Damià Mateu i altres prohoms barcelonins i convertida en la Hispano-Suiza Fábrica de Automóviles, empresa que aviat assolí un gran prestigi internacional.

## Dècades de 1900 i 1910

### Els orígens de l'automobilisme esportiu
El "Concurs per a Carruatges sense Cavalls" organitzat a França el 1894 és considerat la primera prova d'automobilisme de la història, per bé que la primera en què s'hi computà la velocitat dels participants fou la travessa París-Bordeu de 1895. Les curses entre ciutats s'escamparen per Europa fins que a la París-Madrid de 1903 hi hagué quatre accidents mortals. D'ençà d'aleshores les curses canviaren a la modalitat de Gran Premi, disputats en circuits tancats a partir de 1906.
A Catalunya, els pioners de l'automobilisme eren membres de famílies benestants, molts d'ells esdevinguts dirigents dels primers clubs i associacions automobilistes. El 1906 es creà l'Automòbil Club de Barcelona, el qual esdevingué Reial Automòbil Club de Catalunya (RACC) el 1910. En foren fundadors Enric Cera, Josep Suitas, Joan Ponsa, Joan Reynes, Josep Bertrand, Marcel·lí Jorba i el dibuixant i pintor Ramon Casas.

### Les primeres curses
Tant l'automobilisme com el motociclisme esportiu varen penetrar a la península Ibèrica per Catalunya. La primera cursa de motocicletes, automòbils i bicicletes de la península es va celebrar a Barcelona el 10 de desembre de 1899, organitzada pel diari Los Deportes. La cursa recorria un circuit de 4 km entre el Passeig de Sant Joan (amb sortida a la cantonada amb el carrer de Rosselló), el carrer de la Indústria i la plaça de Tetuan. La primera cursa estrictament d'automobilisme en circuit catalana l'organitzà el RACC el 1908: la I Copa Catalunya, promoguda per Enric Ràfols i Francesc Casadellà i disputada el 28 de maig al circuit del Baix Penedès (Sitges-Vallmoll-Vilafranca). Reservada a voiturettes, el guanyador fou l'italià Giosuè Giuppone amb un Lyon-Peugeot de 1.300 cc. La segona edició es disputà l'any següent al circuit Sitges-Sant Pere de Ribes-Canyelles-Vilanova i la Geltrú-Sitges. El 1911, el RACC promogué la Copa Barcelona en carreteres pròximes a Vilassar de Mar. Aquell any entrà en funcionament la delegació francesa de la Hispano-Suiza, la qual aconseguí rivalitzar amb Peugeot en curses importants com la Copa de l'Auto de Boulogne-sur-Mer, on els tres primers classificats foren sengles Hispano-Suiza construïts al carrer Floridablanca de Barcelona.

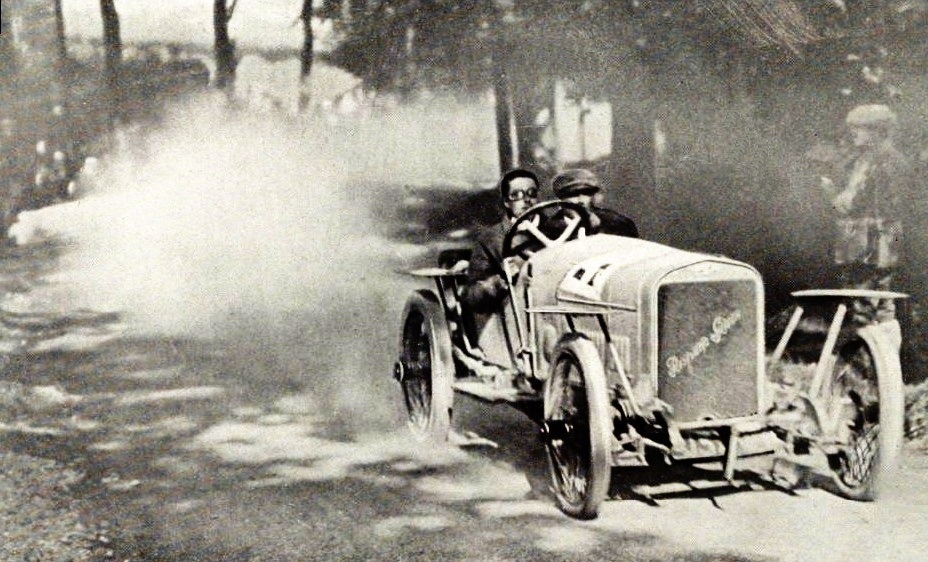
El pilot Bara amb l'Hispano-Suiza durant una cursa a Boulogne-sur-Mer el 1914

També el Moto Club Deportivo de Barcelona (MCDB), origen del Reial Moto Club de Catalunya (RMCC), organitzava en aquella època curses populars com ara la Prova de Regularitat i Turisme, la segona edició de la qual comptà amb 43 vehicles inscrits, un d'ells el primer automòbil fabricat a Catalunya que participava en una cursa esportiva: l'autocicle David, pilotat pel seu creador Josep Maria Armangué. Una altra prova destacada que inicià el MCDB fou la Pujada als Brucs, estrenada el 1913 i convertida el 1924 en la Pujada a Montserrat. En tots aquests esdeveniments, els autocicles hi jugaven un paper destacat al costat de les motos i els sidecars. A banda dels David, marques com ara Díaz y Grilló, Ideal o la palmesana Loryc esdevingueren molt populars.
El 24 de maig de 1914, el RACC i el MCDB organitzaren conjuntament la I Copa Tibidabo a l'Avinguda del Tibidabo. El 1915 s'intentà establir un primer rècord Barcelona-Madrid-Barcelona per carretera, fruit de la rivalitat entre els fabricants J. Custals i Josep Maria Moré, però com que cap dels dos no va completar el recorregut, el RACC organitzà una prova similar el juny de 1916. A la cursa, dividida en quatre etapes, hi participaren 18 vehicles i els guanyadors foren els cosins Lluís i Frederic Armangué, que varen recórrer els 1.200 km amb el seu David en poc més de 28 hores, més de 3 d'avantatge sobre el segon classificat. Al cap d'un mes, el RACC organitzà la primera Volta a Catalunya, amb sortida i arribada a Barcelona i un itinerari de 645 km, la qual ajudà a popularitzar l'automobilisme al país. També el 1916, es fundà la Penya Rhin al restaurant del mateix nom de la Plaça de Catalunya de Barcelona. Fou un dels clubs més destacats de l'automobilisme català d'aquells temps i organitzà diverses curses en circuits improvisats com els del Baix Penedès, Llevant, Tarragona o Vilafranca.
El 29 d'octubre de 1917 es va morir en accident aeri Josep Maria Armangué, un dels principals impulsors dels esports de motor a Catalunya. En honor seu el RACC organitzà el Trofeu Armangué per a autocicles, disputat per primer cop el 29 de juny de 1921 en el circuit Tarragona-Secuita-Vallmoll-Tarragona.

## Dècades de 1920 i 1930

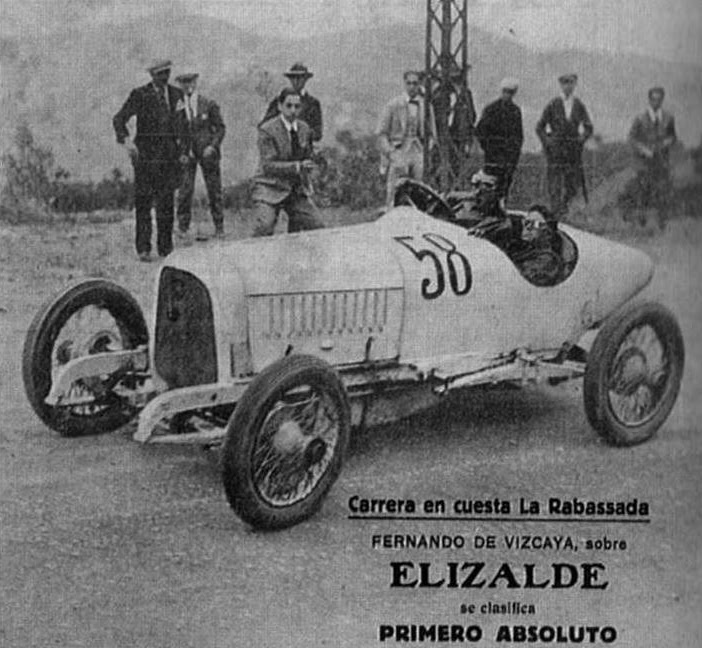
Fernando de Vizcaya amb l'Elizalde a la Pujada a l'Arrabassada de 1924

El 1921 la Penya Rhin organitzà el I Campionat d'Espanya d'Automobilisme (segon d'Europa després del francès), també conegut com a Gran Premi Penya Rhin. Després de disputar-se al circuit de Vilafranca del Penedès del 1921 al 1923, s'organitzà a Sant Sebastià fins que tornà a fer-se'n càrrec la Penya Rhin el 1933, aquest cop al circuit de Montjuïc on es mantingué fins a 1936.
A partir de 1922 les vendes d'automòbils es multiplicaren. A Barcelona, coincidint amb la celebració de la tercera edició del Saló de l'Automòbil, se superaren els 10.000 vehicles matriculats. Paral·lelament s'inicià la construcció de l'Autòdrom Internacional de Terramar, inaugurat el 1923 a Sant Pere de Ribes. Era un circuit de velocitat amb revolts peraltats inspirat en els ovals de més prestigi dels EUA, però problemes de caràcter tècnic i econòmic provocaren que l'AIACR l'inhabilités al cap de poc de la jornada inaugural. A causa d'això, l'automobilisme català programà només una cursa anual de prestigi: la Pujada a la Rabassada, creada el 1922 per la Penya Rhin. Era l'època de domini a les curses dels Elizalde, fabricats al Passeig de Sant Joan de Barcelona.
Els anys 1928 i 1929 es disputaren dos ral·lis i una pujada de muntanya (especialitat aleshores molt popular) a Montjuïc, amb motiu de la Gran Exposició Universal de 1929. El crac del 29 minvà també l'embranzida de l'automobilisme a Catalunya, però la Penya Rhin el mantingué actiu amb l'organització anual de la cursa de la Rabassada, la qual fou puntuable per al Campionat d'Europa de muntanya el 1931. El 1936, cinc setmanes després de celebrar-se la VII edició del Gran Premi Penya Rhin, esclatà la Guerra Civil espanyola. Durant el conflicte, la prova de Montjuïc es continuà disputant malgrat les dificultats derivades de la manca de carburant, els bloqueigs i el tancament de fronteres de resultes de la guerra.

## La postguerra
Després de la guerra civil espanyola, la indústria del motor s'havia empobrit i l'esport de l'automobilisme visqué uns anys de recessió. Calgué esperar al 1945, un cop acabada la Segona Guerra Mundial, per a reprendre totalment l'activitat esportiva gràcies a l'empenta d'associacions com ara la Penya Motorista Barcelona, organitzadora de la cursa per a turismes a Montjuïc, i la Penya Rhin que passà a organitzar els seus Grans Premis al circuit de Pedralbes, a l'aleshores inacabada Avinguda Diagonal.

### Els midgets

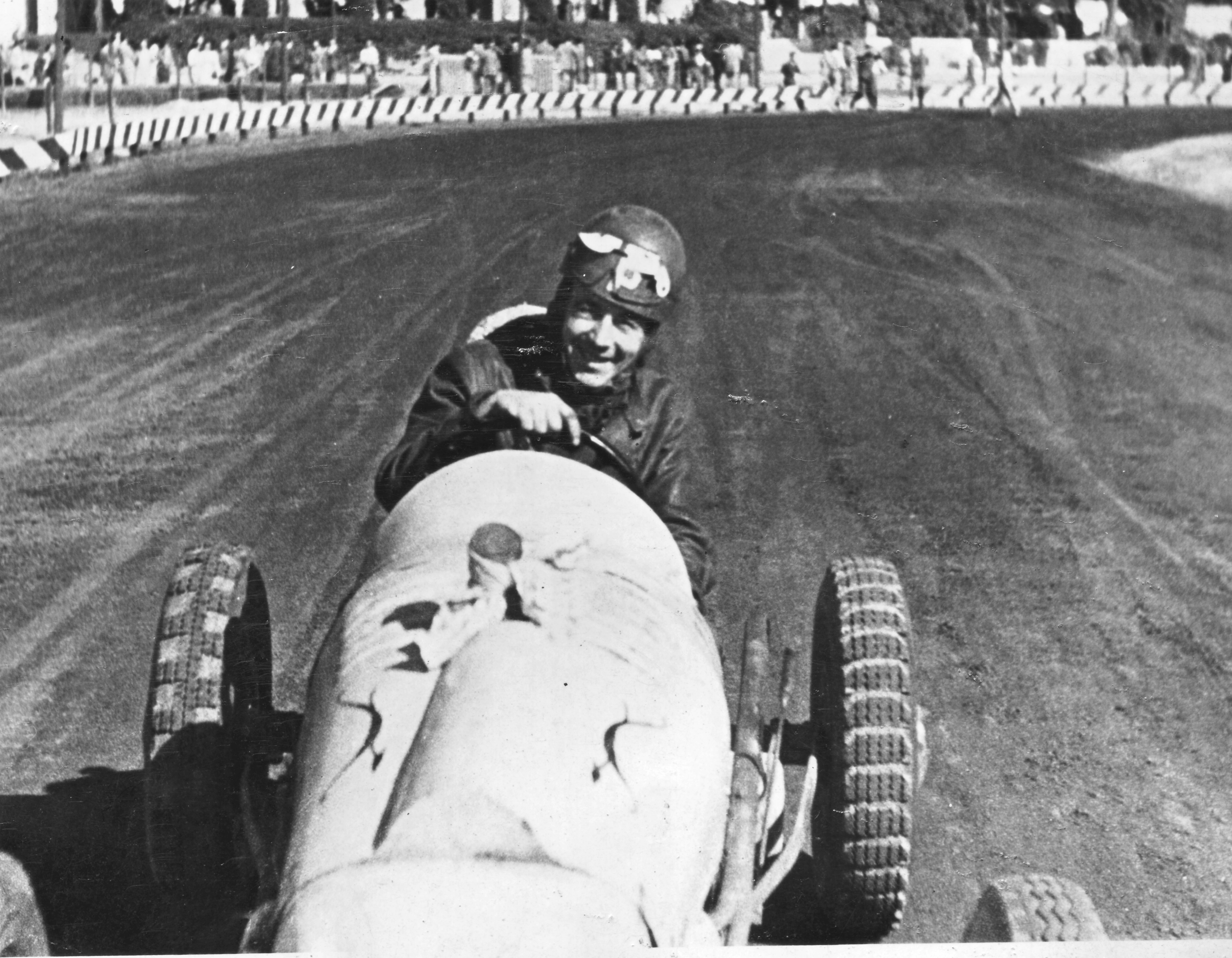
Jaume Pahissa en una cursa de midgets a Barcelona el 1950

A finals de la dècada de 1940 gaudiren de certa popularitat les curses de midgets, una modalitat similar a l'Speedway o el Dirt track (curses de motociclisme en pista oval, sobre terra i cendra) practicada amb uns cotxes especials anomenats midget en anglès. El 1949 se'n disputaren les primeres curses a Barcelona, al canòdrom Parque Sol de Baix de la Travessera de les Corts. Els millors especialistes n'eren Salvador Claret, Jaume Pahissa, Albert Saumell, Pere Genovés, Carles Aymerich i Francesc Godia. Fou una època de gran rivalitat esportiva entre aquests pilots i els castellans, entre els quals destacava Rafael Jiménez. Els uns i els altres s'enfrontaven al llarg de 8 o 10 curses anuals, entre les quals fou cèlebre el "Match Castilla-Cataluña" de 1950, protagonitzat per Jiménez, Godia i Pahissa. A mitjan dècada de 1950, però, les curses de midgets foren prohibides en haver-se descobert que movien fortes sumes de diners en apostes clandestines.

### Els Grans Premis de Pedralbes
El Gran Premi Penya Rhin se celebrà a Pedralbes els anys 1946, 1948, 1950, 1951 i 1954. Atès que el 1950 s'estrenà el Campionat del Món de Fórmula 1, les edicions de 1951 i 1954 varen puntuar per a aquesta competició amb el nom de Gran Premi d'Espanya. Durant aquells anys, passaren per Barcelona els millors pilots i cotxes del moment. És especialment recordada l'edició de 1951, ja que el Gran Premi celebrat a Barcelona despertà gran expectació pel fet que s'hi decidia el títol del II Campionat del Món, que guanyà finalment l'argentí Juan Manuel Fangio. Francesc Godia fou el primer català a participar en un campionat del món de Fórmula 1, obtenint bons resultats (quart a Alemanya i a Itàlia i setena posició final al Campionat del Món de 1956).
El 1954, amb motiu de la celebració a Barcelona del XIV Gran Premi d'Espanya, la Penya Rhin programà el dia anterior una cursa per a cotxes Sport, prova on destacaren els Pegaso Z-102 en dura competència amb els Jaguar, Ferrari i Maserati. El nivell assolit pels Pegaso dissenyats pel català Vilfred Ricart i fabricats a La Sagrera ja havia permès a Celso Fernández, el 1953, d'aconseguir-hi el rècord mundial del quilòmetre i la milla.

### Els ral·lis, la muntanya i el kàrting

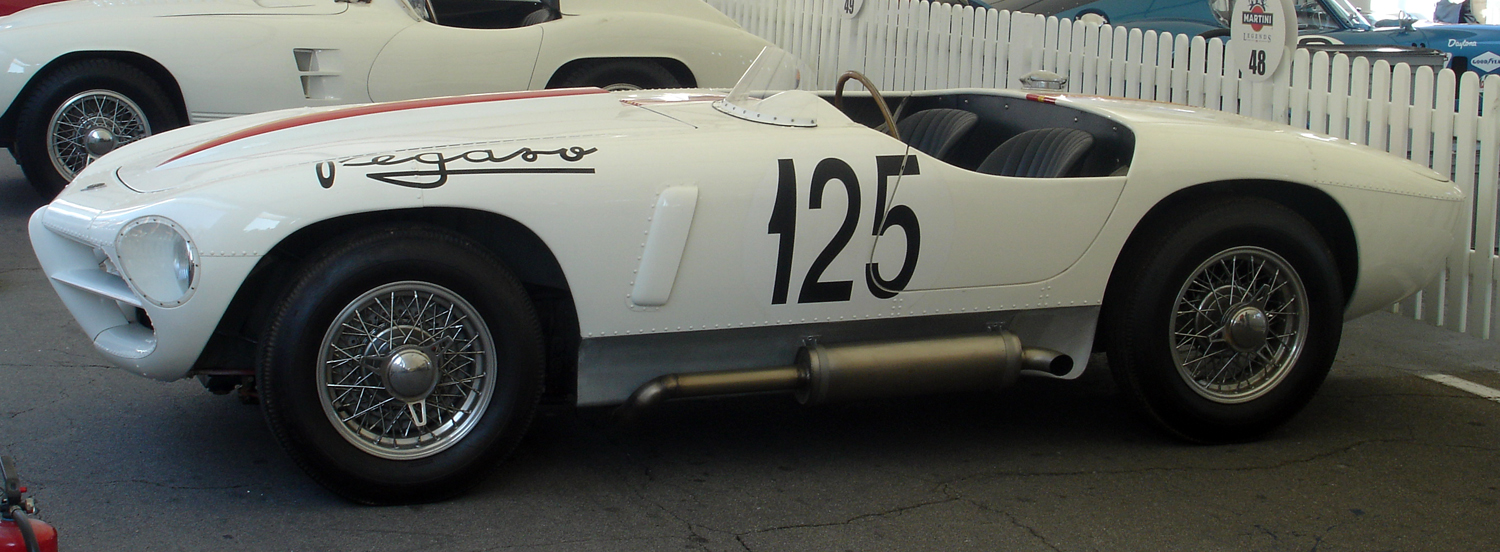
El Pegaso Spider "Rabassada" amb què Joaquín Palacio guanyà la Pujada a la Rabassada el 1953

Al llarg de tota la dècada de 1950 les proves anaren proliferant gràcies a diverses entitats: la Penya Motorista 10 x Hora organitzà el 1952 la primera edició de la Volta al Vallès i el 1953, la primera del Ral·li Costa Brava; la Penya Motorista Barcelona organitzà el Ral·li dels 1.000 Quilòmetres, on participà per primer cop un SEAT (conduït pel campió estatal de regularitat, Josep Humet) i el RACC reprengué la Volta a Catalunya el 1954 (la quarta i darrera edició fins aleshores s'havia fet el 1920). Fou la primera en l'àmbit estatal que tingué un tram cronometrat -guanyada per Joaquín Palacio amb un Pegaso Sport Rápido- i fou guanyada per l'equip format per Guillem Bas i Sebastià Salvadó (futur president del RACC). El 1957 la cursa es completà amb la denominació I Ral·li de Catalunya. Aviat, tant el Ral·li Costa Brava com el Ral·li de Catalunya foren puntuables per al Campionat d'Europa.
Altres curses d'anomenada durant aquesta època foren la Copa Montjuïc i les represes pujades a la Rabassada i a Montserrat, ambdues interrompudes a causa de la guerra. El 1959 s'afegí una altra pujada de renom a les moltes que se celebraven aleshores, la Pujada a Sant Feliu de Codines de la Penya Motorista 10 x Hora.
Una altra modalitat que entrà amb força al tombant de dècada de 1960 fou la del kàrting. Originària dels EUA, gaudí de molt bona acollida a Catalunya des del moment de la seva introducció a començaments de 1960. Els petits karts, amb xassissos de rodes minúscules i moguts per motors de talladores de gespa, esdevingueren una forma fàcil i assequible d'iniciar-se en la competició automobilística. Les curses de karts es consideraven una mena d'escola de pilots i aviat s'escamparen per tot Catalunya, amb curses a llocs com ara Granollers, Sitges, Vilanova i la Geltrú, Tarragona, Manresa, Sabadell i molts altres que eren seguides per un públic nombrós. A Barcelona s'hi va convocar la I Competició Internacional de Kàrting, celebrada en un improvisat circuit a l'Avinguda Diagonal, tot just una setmana abans que es fes a Marsella la primera prova francesa d'aquestes característiques. Un dels millors pilots catalans de karts era Jaume Samsó.

## La dècada de 1960
A partir de la dècada de 1960, malgrat el fort creixement dels esports de motor a Catalunya, aquests sofriren una forta mancança pel que fa a infraestructures, protecció i finances. Per exemple, la primera marca catalana, SEAT, mai no arribà a crear un autèntic departament de competició, malgrat petites incursions en el món dels ral·lis. Tot i que el gran seguiment dels esports de motor feia que es creessin gran quantitat de clubs, penyes o escuderies, la majoria no tenien prou pressupost com per poder aspirar a organitzar competicions més enllà d'algunes de caràcter local. De nou, la tasca més important fou la realitzada pel RACC o per la Penya Motorista 10 x Hora. Així, el RACC, presidit per Salvador Fàbregas, creà diversos trofeus (com ara el Nuvolari o el Joan Jover) per tal d'aprofitar les instal·lacions del circuit de Montjuïc i fer-hi curses automobilístiques. Les primeres proves s'hi disputaren amb els Monomil, monoplaces de fabricació francesa amb motor Dyna-Panhard.

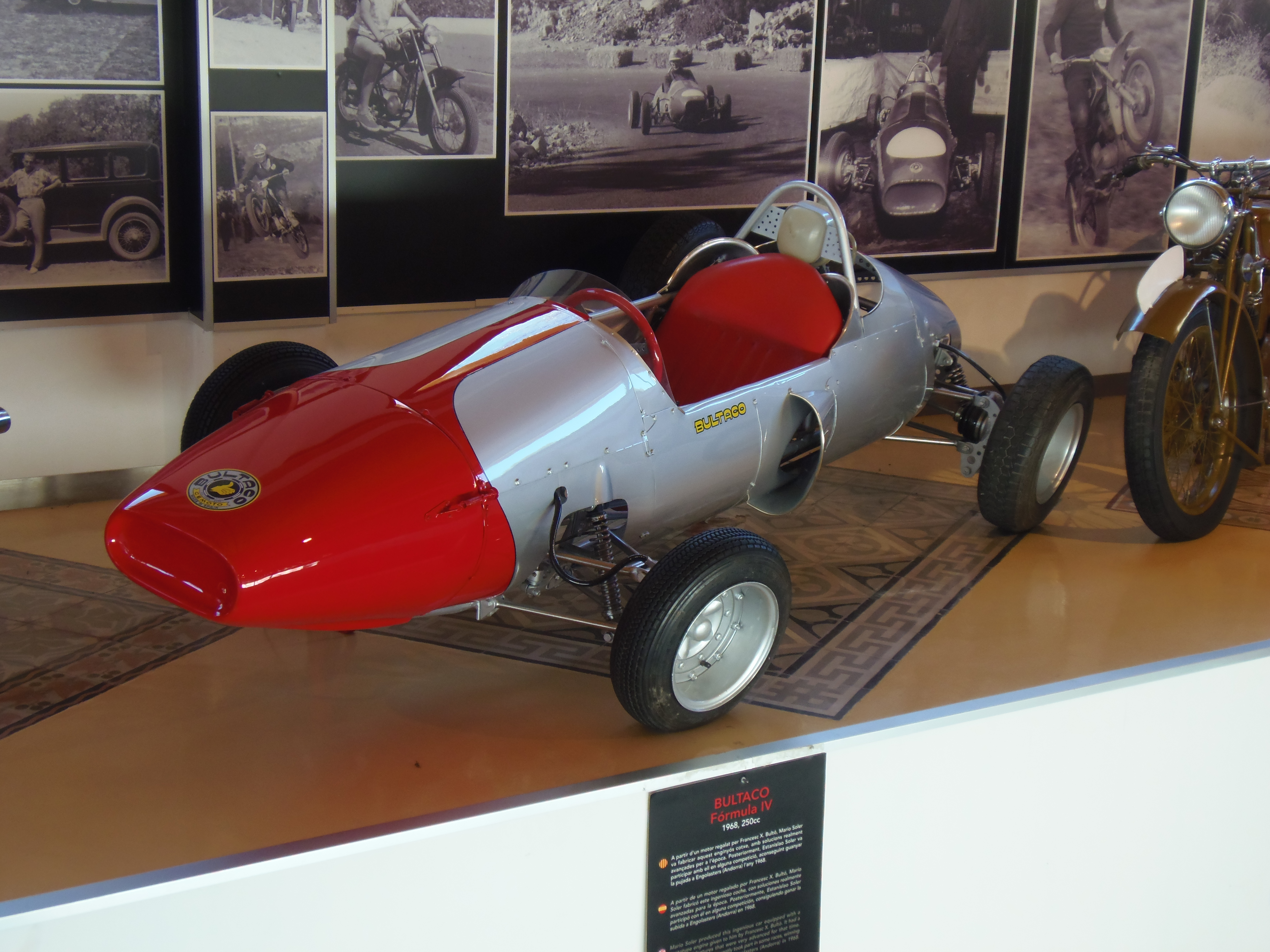
Un monoplaça de Fórmula 4 Bultaco 250cc de 1968

Durant la primera meitat de la dècada, Francesc Godia va batre el rècord Barcelona-Madrid tot deixant-lo en 4h 54'58" h al volant d'un Porsche 904 GTS per la N-II, amb els membres del RACC i del Real Automóvil Club de España (RACE) cronometrant la prova. Un cognom molt conegut a l'època era el de Juncosa, tant pel que fa a les seves famoses preparacions de vehicles SEAT i Abarth com pels èxits en competicions de tota mena que assoliren el pare, Jaume Juncosa, i els fills Jaume i Manuel Juncosa.
El 1965, el RACC organitzà a Montjuïc el Gran Premi de Barcelona de Fórmula 3 (Trofeu Joan Jover) i l'any següent el Gran Premi de Fórmula 2, curses que repetí els anys 1967 i 1968. El 1965, el circuit de Montjuïc fou també l'escenari de la sortida del Ral·li de les Dues Catalunyes. El RACC també organitzà noves pujades de muntanya de renom, com ara la Pujada al Puig Major, a Mallorca, i la del Montseny, estrenada el 1964 i puntuable al cap de poques edicions per al Campionat d'Europa, competició de què en fou una de les proves cabdals.
Durant aquells anys i fins al tombant de dècada següent es popularitzaren les curses de Fórmula 4, per a les quals es va fer habitual de construir cotxes artesanals equipats amb motors de motocicleta de fins a 250 cc, especialment Bultaco, OSSA i Montesa. Els xassissos eren diversos: Selex, Hispakart, Tapias, Artés-Guepardo, etc. Per bé que en un principi semblà que la nova categoria tindria un èxit continuat, la manca de promoció i de suport federatiu, unida al fet que els petits monoplaces no deixaven de ser una mena de karts sobredimensionats, no va permetre que l'experiment tirés endavant.
El IV Gran Premi de Barcelona de 1969 es convertí en el XV Gran Premi d'Espanya puntuable per al Campionat del Món de Fórmula 1. La prova es disputà al circuit de Montjuïc aquell any i també el 1971, 1973 i 1975.

## Dècades de 1970 i 1980
Durant la dècada de 1970, la capacitat organitzadora del RACC es va veure reforçada i el Ral·li Catalunya es fusionà amb el Costa Brava, esdevenint puntuable per al Campionat d'Europa amb coeficient 2 d'ençà de 1971. El RACC promogué també la construcció del circuit permanent de Calafat, inaugurat el 1974. Aquest nou espai i l'assoliment de quotes més elevades de poder executiu per la Federació Catalana d'Automobilisme tornaren a impulsar la pràctica de l'automobilisme a Catalunya.

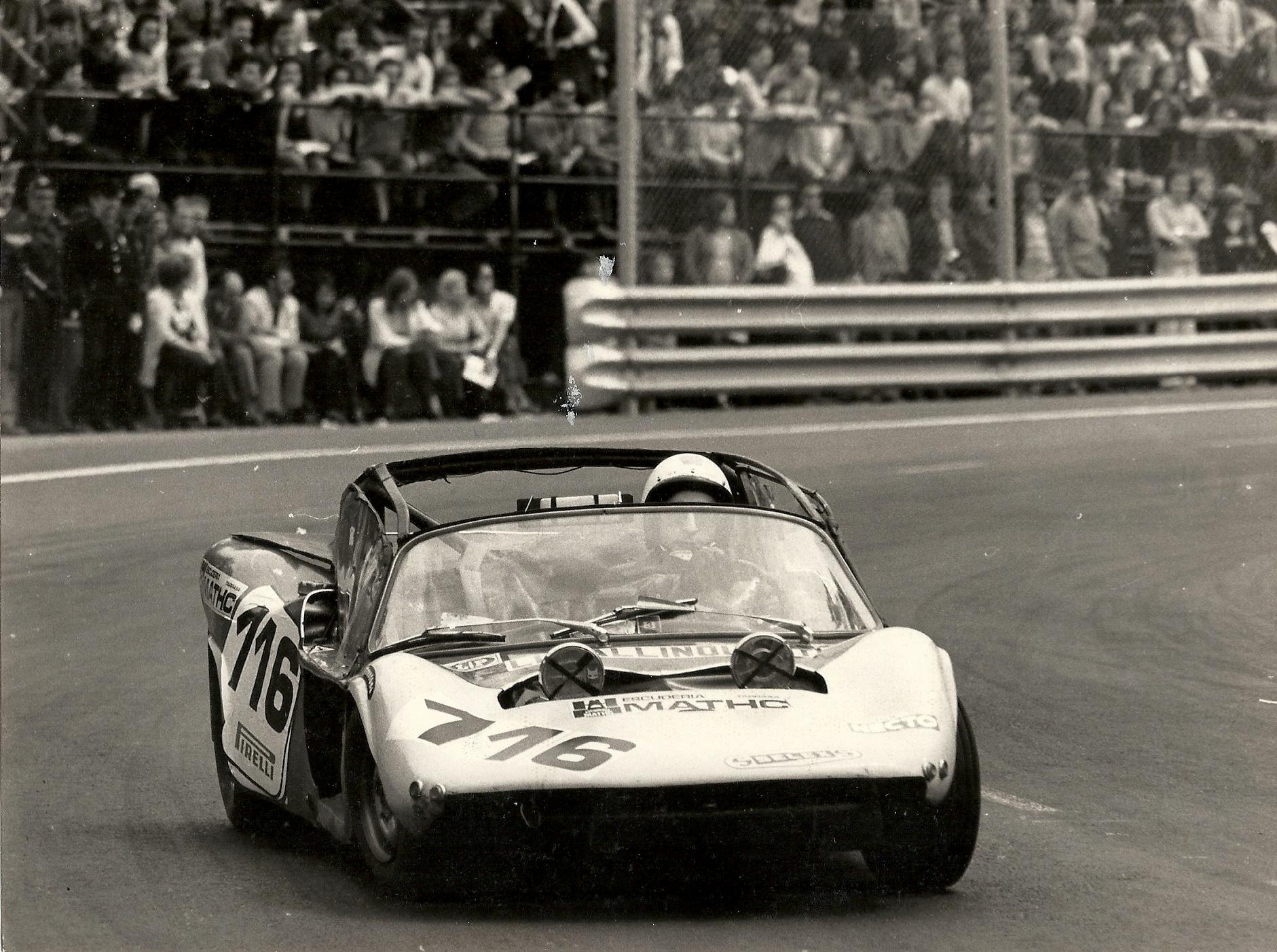
Un MAS 714 al II Trofeu Escuderies Catalanes (1973), a Montjuïc

El 1973 es disputaren els 400 quilòmetres de Barcelona al circuit de Montjuic. La darrera edició del GP d'Espanya en aquest indret, la de 1975, fou l'última en què se celebraren curses de Fórmula 1 a Barcelona a causa d'un greu accident en què moriren 5 espectadors. Des d'aleshores ja no es tornà a disputar cap més prova de Fórmula 1, 2 o 3 a Catalunya fins a la dècada de 1990, un cop construït el nou circuit de Catalunya a Montmeló. El de Montjuïc continuà només com a escenari de curses de motociclisme, entre elles les 24 Hores de Montjuïc, mantingudes fins al 1986. La pèrdua del Gran Premi de Fórmula 1 -que passà a disputar-se al circuit del Jarama- no provocà que el RACC abandonés l'organització de proves esportives, ja que l'entitat continuà programant curses de fórmules de Promoció (Fórmula 1430 i Fórmula 1800).
A mitjan dècada de 1970, l'autocròs es va començar a escampar arreu del país. Inspirada en les curses de motocròs, aquesta modalitat s'introduí primer en forma de curses per a Citroën 2CV, conegudes popularment com a Pop-Cross, i més tard va anar evolucionant tant pel que fa a les competicions com als vehicles, cada cop més especialitzats. El febrer de 1979 se'n va fer una prova internacional al circuit de motocròs "Les Planes" (a la població garrotxina de Les Planes d'Hostoles), puntuable per al campionat d'Europa de la disciplina.
També durant aquesta època destacà l'equip de ral·lis de la marca SEAT, amb Antoni Zanini al capdavant, guanyador d'un Campionat d'Europa al volant d'un Porsche 911 SC i de 10 Campionats d'Espanya (9 d'asfalt i un de terra). Amb Salvador Cañellas de copilot, Zanini també s'adjudicà els campionats de velocitat en circuit i de ral·lis el mateix any, fet inèdit en l'automobilisme estatal. Durant la dècada de 1980 despuntaren altres pilots com ara Salvador Servià, campió estatal de ral·lis amb un Lancia 037 els anys 1985 i 1986, o el barceloní Lluís Pérez-Sala, pioner de la Fórmula 1 moderna a Catalunya, al volant d'un monoplaça Minardi, els anys 1988 i 1989. Un altre pilot reeixit durant aquests anys fou el sabadellenc Joan Fernández, anomenat "el rei de la muntanya" pel seu domini aclaparador d'aquesta especialitat. Entre molts altres èxits, Fernández fou dues vegades Campió d'Europa de muntanya.

### El Circuit de Catalunya

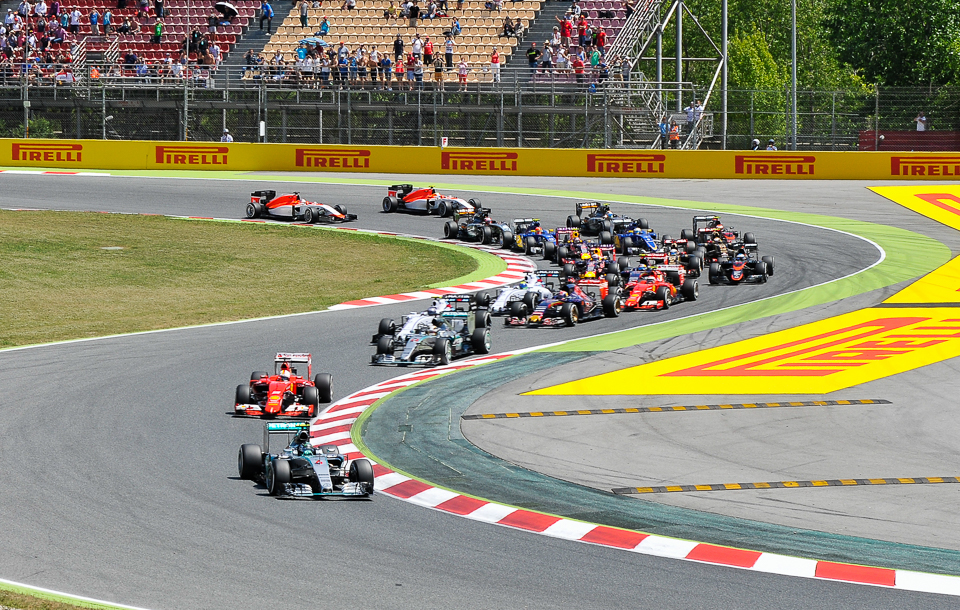
Sortida del Gran Premi d'Espanya de 2015, al circuit de Catalunya

La darreria dels anys vuitanta fou cabdal en l'evolució d'aquest esport a Catalunya. Més enllà de la trajectòria d'esportistes com Fermí Vélez, que participà en proves de Fórmula 3 i Fórmula 3000, o els pilots de ral·lis Josep Bassas, Josep Maria Bardolet i Jordi Gené, l'automobilisme esdevingué un esport amb gran seguiment a partir d'aleshores gràcies especialment al circuit de Catalunya, el projecte de construcció del qual havia nascut en quedar inhabilitat per a l'automobilisme el de Montjuïc. En un primer intent, el RACC adquirí uns terrenys prop de Caldes de Malavella per a construir-hi l'equipament. Amb aquesta finalitat arribà a apujar les quotes als seus més de 90.000 socis, però finalment la iniciativa no es concretà. Una altra iniciativa abandonada pretenia ampliar el circuit de Montjuïc, afegint-hi fins i tot la plaça d'Espanya. Finalment, la Generalitat de Catalunya s'hi involucrà i començà a projectar un circuit al Vallès Oriental.
Cap a 1985, es localitzaren uns terrenys en venda a Montmeló que reunien totes les característiques desitjades. L'octubre de 1986, la Generalitat impulsà el projecte i propicià que el juliol de 1987 s'aprovessin les reformes urbanístiques adients a Montmeló i a Granollers per a permetre-hi la construcció d'aquesta gran infraestructura. El 24 de desembre d'aquell mateix any, el RACC adquirí la finca, valorada en més de 500 milions de pessetes d'aleshores (uns 3.000.000 d'euros actuals) i, després de diversos tràmits administratius, el 24 de febrer de 1989 es constituí el Consorci entre la Generalitat de Catalunya, el RACC i l'Ajuntament de Montmeló. Tot seguit, el president de la Generalitat Jordi Pujol, acompanyat del president del RACC Sebastià Salvadó i de diversos dirigents esportius, presidí la col·locació de la primera pedra de l'equipament. Un cop enllestida l'obra, per a la qual calgué moure 1.000.000 de m³ de terra, el nou Circuit de Catalunya s'inaugurà oficialment el 10 de setembre de 1991.

## L'automobilisme al tombant de segle XXI

### La Fórmula 1 i els ral·lis
El circuit de Catalunya esdevingué l'element clau en la popularització de l'automobilisme al país. Inaugurat oficialment el 1991 i amb una aforament per a 130.000 espectadors, acull des d'aleshores els Grans Premis dels mundials de motociclisme i de Fórmula 1 entre d'altres. La cobertura televisiva que arrossega la celebració del Gran Premi d'Espanya al circuit de Montmeló convertí el mundial de Fórmula 1 en un autèntic fenomen de social. El seguiment s'incrementà al final de la dècada de 1990 gràcies a la participació de pilots com ara Pedro Martínez de la Rosa (qui debutà el 1998 amb l'escuderia Jordan i després fou pilot de proves de McLaren durant 7 anys) i Marc Gené (qui debutà el 1999 amb un Minardi i després fou pilot de proves de Williams i Ferrari). El 2009 se'ls uní Jaume Alguersuari, membre de l'equip Toro Rosso. Cal esmentar també el tècnic Joan Villadelprat, probablement el català més universal de la Fórmula 1 amb una carrera d'èxit dins les millors escuderies (McLaren, Tyrrell, Ferrari i altres). Tot això fa que cadenes de televisió com ara TV3 retransmetin en directe el mundial des de fa anys.
Els ral·lis han seguit gaudint també de molta acceptació. El RACC aconseguí el 1991 -l'any d'inauguració del circuit de Catalunya- que el Ral·li Catalunya-Costa Brava fos puntuable per al Mundial de l'especialitat. A més, la històrica prova del Ral·li Dakar adquirí una gran transcendència mediàtica a l'època. Barcelona n'organitzà en diverses edicions la sortida dels participants catalans, entre ells el pioner Joan Porcar, els germans Josep Maria i Salvador Servià, Isidre Esteve i Nani Roma. L'edició del 2005 s'anomenà oficialment "Ral·li Barcelona-Dakar". També en ral·lis d'asfalt destacaren diversos catalans que afavoriren aquest increment de seguidors: Marc Martí en fou doble campió del món (2002 i 2003) com a copilot de Carlos Sainz, i pilots com ara Xevi Pons o Daniel Solà esdevingueren referents de l'automobilisme català. A banda, Oriol Servià guanyà el campionat Indy Lights nord-americà el 1999 i disputà el Campionat Car World Series dels EUA entre el 2000 i el 2009.

### La promoció de l'esport
La formació de nous valors ha estat clau a Catalunya des de fa anys. L'equip gironí de kàrting dirigit per Josep Pravi Marcó i el seu fill Genís, Genikart, adoptà Fernando Alonso de ben jove i el va dur a l'èxit dins el món dels karts, culminat en el Mundial júnior de 1996. El 1999, Alonso debutà al volant d'un monoplaça i guanyà el campionat Euro Open MoviStar by Nissan, creat l'any anterior per una altra empresa catalana, RPM Racing, fundada per l'empresari i promotor Jaume Alguersuari (pare del conegut pilot). Actualment, aquest certamen s'anomena World Series by Renault i és l'esdeveniment esportiu d'Europa que mou més públic després dels grans premis de Fórmula 1 i de MotoGP. Finalment, la presència regular de pilots catalans a la Fórmula 1 ha afavorit el fet que la Secretaria General de l'Esport de la Generalitat de Catalunya, juntament amb el RACC i la Federació Catalana d'Automobilisme, impulsés d'ençà del 2005 el programa de formació "Joves Pilots".
Altres fets que dinamitzaren les competicions i n'augmentaren la popularitat a Catalunya foren la construcció del circuit d'Alcarràs, inaugurat el 2007, i l'aposta de SEAT pel món de la competició amb la creació de l'equip Seat Sport que competí en els Mundials de ral·lis (1994-2000) i de turismes (2005-2009). Malgrat la retirada de l'equip, després de guanyar els títols del 2008 i el 2009, els cotxes SEAT continuaren guanyant curses en el Mundial de turismes, ara en mans d'equips privats.

## Automobilistes destacats
| Dècades del 1910-1920 - Josep Maria Armangué - Frederic Armangué - Josep Maria Moré Dècades del 1930-1940 - Esteve Tort - Guillermo Oliveras Dècada del 1950 - Francesc Godia - Joan Jover - Antoni Creus - Salvador Fàbregas - Sebastià Salvadó | Dècada del 1960 - Àlex Soler-Roig - Josep Maria Juncadella - Josep Maria Palomo - Joan Fernández - Jaume Juncosa Dècada del 1970 - Antoni Zanini - Salvador Cañellas - Geni Baturone Dècada del 1980 - Salvador Servià - Josep Maria Servià - Lluís Pérez-Sala | Dècada del 1990 - Josep Bassas - Josep Maria Bardolet - Jordi Gené - Fermí Vélez Dècades del 2000-2010 - Marc Gené - Pedro Martínez de la Rosa - Oriol Servià - Dani Solà - Xevi Pons - Nani Roma - Jaume Alguersuari - Miquel Molina | Dècades del 2010-2020 - Àlex Palou |